# Liste der Baudenkmäler in Grafenau (Niederbayern)

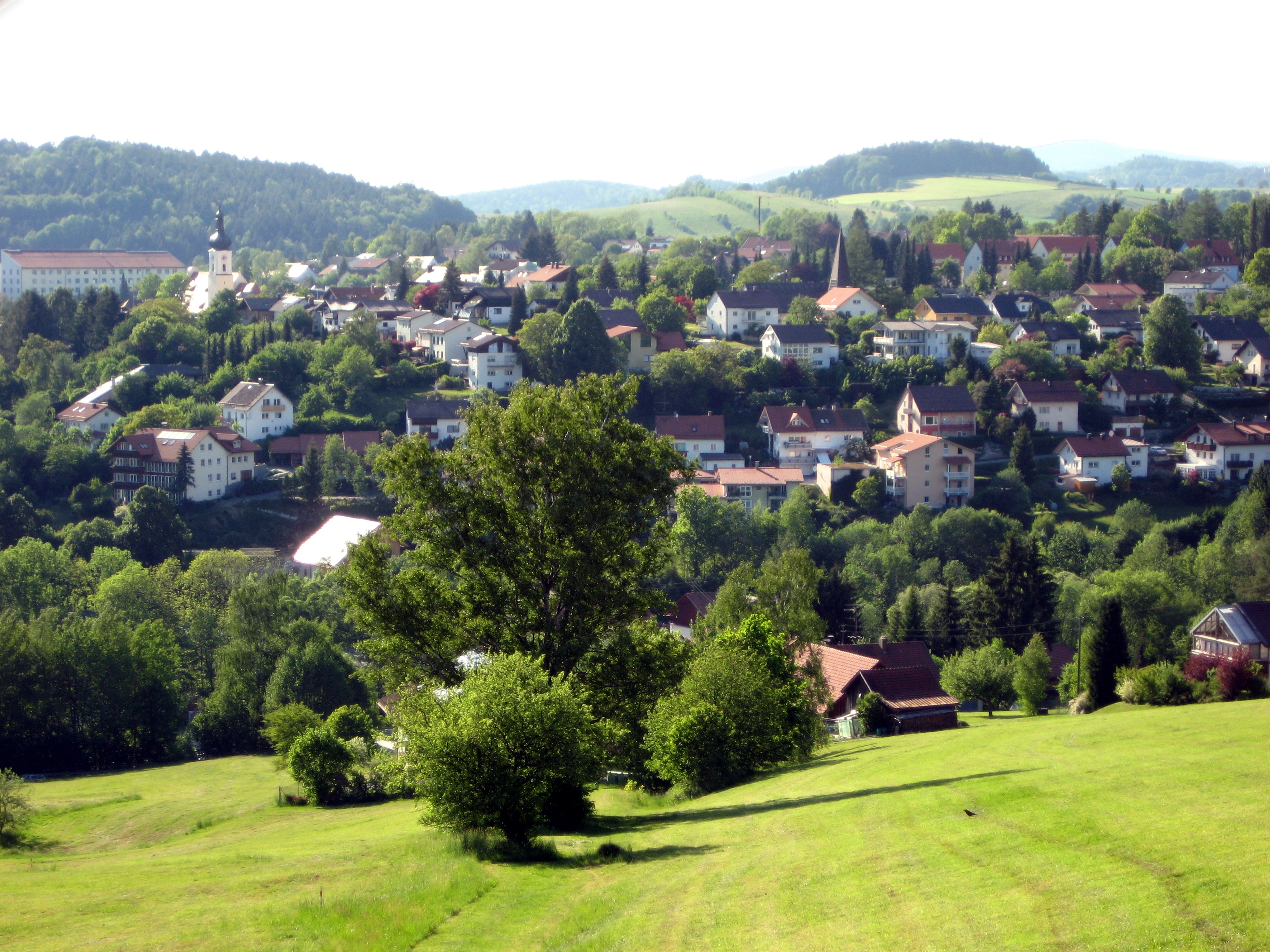
Blick auf Grafenau

Auf dieser Seite sind die Baudenkmäler in der niederbayerischen Stadt Grafenau zusammengestellt. Diese Tabelle ist eine Teilliste der Liste der Baudenkmäler in Bayern. Grundlage ist die Bayerische Denkmalliste, die auf Basis des Bayerischen Denkmalschutzgesetzes vom 1. Oktober 1973 erstmals erstellt wurde und seither durch das Bayerische Landesamt für Denkmalpflege geführt wird. Die folgenden Angaben ersetzen nicht die rechtsverbindliche Auskunft der Denkmalschutzbehörde.

## Ensembles

### Ensemble Ortskern Großarmschlag
Das Ensemble Großarmschlag umfasst ein um 1300 auf einer Hochfläche angelegtes Angerdorf. Es stellt ein Musterbeispiel für ein planmäßig angelegtes Angerdorf dar, einmalig durch die Weitläufigkeit wie die Unverdorbenheit seiner Anlage, da die übrigen gleichartigen Rodungsdörfer des Grafenauer Gebietes bereits verbaut sind. Der Rodungsschlag eines Armo erfolgte auf einer Hochfläche mit einer sanften Senke nach Westen. Die 20 Höfe wurden in zwei Ost-West-Reihen zu je zehn Anwesen angeordnet, wobei der breite Anger und die östliche und westliche Flanke frei blieben. In die Mitte wurden der Weiher gelegt und in ebenfalls zwei Reihen am Angerrand die Brunnen gegraben. Zwischen der Giebelseite der Häuser und den Brunnen verlief beidseits der Fahrweg. Die Flureinteilung ist zwar nicht mehr ungestört, es lassen sich aber noch die Streifen hinter jedem Hof erkennen, zunächst als Garten bis zur Ettergrenze, darüber hinaus als Hofäcker; rechtwinklig dazu lagen nach Osten und Westen plangerecht die übrigen Flurstreifen für die damals neu eingeführte Methode der Dreifelderwirtschaft. Nach dem letzten Ortsbrand 1914 wurde unter Beiziehung italienischer Bauleute nach der alten Form wieder aufgebaut: Die meist zweigeschossigen Wohn- und Austragshäuser mit vorragenden Satteldächern stehen fast ausnahmslos giebelseitig zum Anger und ergeben ein sehr einheitliches Dorfbild, das seit 1800 auch eine kleine Dorfkapelle besitzt, die 1869 in eine Steinkapelle, 1929 in die Form der jetzigen Schulkirche verwandelt wurde. Die Lage der 20 Anwesen weicht heute nur am Südwesteck und am Nordosteck von der ursprünglichen Situation ab, hat sich also beharrlich gehalten. Einen undörflichen, störenden Charakter hat der am Nordostrand des Ensembles errichtete Eckhaus-Neubau.
Aktennummer: E-2-72-120-2

### Ensemble Stadtplatz
Das Ensemble umfasst die den Stadtplatz umgebenden Bauten. Der Stadtplatz mit seiner klaren Rechteckanlage aus dem 13. Jahrhundert ist Kern einer wohl im 11. Jahrhundert durch die Grafen von Formbach am rechten Uferhang der Kleinen Ohe gegründeten, im 13. Jahrhundert durch die Edlen von Hals (als Inhabern des bayerisch-wittelsbachischen Amtes Bärnstein) mit dem Marktrecht ausgestatteten und 1376 durch Kaiser Karl IV. zur Stadt erhobenen Siedlung. Die Reste einer Befestigungsmauer zeigen, dass der Kaiser in einem grenzüberschreitenden Verkehrskonzept die Salzlieferung in sein salzloses Erbland Böhmen unter Westumgehung des Hochstifts Passau sichern wollte. Auf der Route („Gulden Straß“) zwischen dem Donauübergang Vilshofen und dem böhmischen Zielort Bergreichenstein, welcher von Karl IV. ebenfalls mit besonderen Rechten und der neuerbauten Burg Karlstein geschützt wurde, lag Grafenau auf halber Strecke, von beiden eine Tagreise entfernt.
Trotz des Verfalls der Mauer seit 1790 ist die alte Stadtanlage innerhalb der ovalförmigen Umfriedung noch deutlich erkennbar: die mittelachsiale Hauptstraße mit beidseitigen Parallelgassen (Scharrer- und Schusterbeck-Straße) sowie verbindenden Quergässchen ergab das altbayerische „Leitersystem“. Die Kirche mit dem Friedhof bildete durch eine eigene Mauer eine Insel an der höchsten Geländestelle. Sie reicht daher noch heute mit ihrem Kirchturm als fernwirksamer Gegenpol zum Dachreiter des ehemaligen Rathauses in das Ensemble herein. Außer diesem Kirchturm ist aufgehendes Mauerwerk des Mittelalters oder des Barocks kaum mehr zu finden; abgesehen von vier zerstörerischen Bränden des 16. Jahrhunderts (und weiteren von 1639, 1676, 1742, 1832, 1844, 1850, 1882) fiel die Stadt im 17. Jahrhundert in große Armut, nachdem 1608 ein Vertrag zwischen Bayern und Passau den „Salzkrieg“ beendet und Bayern nunmehr auf das Handelsmonopol über Vilshofen-Grafenau verzichtet hatte.
Die meist zweigeschossigen Satteldachhäuser des 19. Jahrhunderts teilen sich in zwei Gruppen, eine bodenständige mit flachen Vorschussgiebeln etwa in der Umrissform des alten Waldlerhauses und eine auf die Inn-Salzach-Städte verweisende mit dem Gestaltungsprinzip der waagrechten Vorschussmauern. Dominierend sind das zinnenbekrönte neugotische Rathaus, die Blendfassade von Haus Nummer 14, welche in stolzen Neurenaissanceformen das älteste Gasthaus am Platze einkleidet, und die allerdings ungünstig überdimensionierte „Eder-Villa“, welche um die Jahrhundertwende die Symmetrie der ursprünglich vier Vorschussgiebel-Eckbauten auflöste. Leider trat nach 1920 durch Wegnahme der Fensterläden, teilweises Aufsetzen von Mittel- und Eckzinnen und Anbringen neuer Fensterumfassungen eine Verödung und Verhärtung an den charakteristischen Giebelfronten ein, ebenso stellen die großen Schaufenstereinbauten an zahlreichen Stellen eine Störung des Ensembles dar.
Aktennummer: E-2-72-120-1

## Baudenkmäler nach Ortsteilen

### Grafenau

#### Innerhalb des Ensembles
| Lage                                           | Objekt                                                           | Beschreibung | Akten-Nr.              | Bild                                                 |
| ---------------------------------------------- | ---------------------------------------------------------------- | --- | ---------------------- | ---------------------------------------------------- |
| Freyunger Straße 2 (Standort)                  | Ehemaliges Rathaus und Amtsgericht, jetzt Nationalparkverwaltung | Dreigeschossiger Satteldachbau mit Zinnengiebel und Zinnen-Dachreiterturm, neugotisch 1845/46, mit Einbeziehung älterer Bauteile von 1676 bzw. 1644.                         | D-2-72-120-3 Wikidata  | weitere Bilder                                       |
| Stadtplatz (Standort)                          | Luitpoldbrunnen                                                  | Säule mit der Steinplastik eines Bären, des Wappentiers von Grafenau, auf Brunnenschale mit Postament, bezeichnet mit „1821“ und „1911“, umgeben von vier Kastanienbäumen.   | D-2-72-120-19 Wikidata | weitere Bilder                                       |
| Stadtplatz 7 (Standort)                        | Wohn- und Geschäftshaus, ehemaliges Lebzelteranwesen             | Zweieinhalbgeschossiger und traufständiger Flachsatteldachbau mit Putzgliederung und Vorschussmauer, im Kern spätgotisch und barock, Um- und Ausbau nach Stadtbrand um 1850. | D-2-72-120-16 Wikidata | Wohn- und Geschäftshaus, ehemaliges Lebzelteranwesen |
| Stadtplatz 14, Schusterbeckstraße 1 (Standort) | Ehemaliges Gasthaus Schraml                                      | Dreigeschossiger Halbwalmdachbau mit Blendfassade in Neurenaissanceformen, letztes Drittel 19. Jahrhundert, im Kern älter (zweites Obergeschoss modern).                     | D-2-72-120-17 Wikidata | Ehemaliges Gasthaus Schraml                          |
| Stadtplatz 19 (Standort)                       | Denkmal St. Johann von Nepomuk                                   | Steinfigur auf Postament, darunter Stufensockel, Postament bezeichnet mit „1741“, Figur bezeichnet mit „1769“, umgeben von vier Kastanienbäumen aus der Zeit vor 1880.       | D-2-72-120-18 Wikidata | weitere Bilder                                       |

#### Außerhalb des Ensembles
| Lage                                                                               | Objekt                                                                             | Beschreibung | Akten-Nr.               | Bild                                                                               |
| ---------------------------------------------------------------------------------- | ---------------------------------------------------------------------------------- | --- | ----------------------- | ---------------------------------------------------------------------------------- |
| Bahnhofplatz 12, 14 (Standort)                                                     | Bahnhof Grafenau                                                                   | Endstation der Strecke Zwiesel–Grafenau, einheitlich gestaltete Gebäudegruppe mit Zyklopenmauerwerk aus Granit sowie Türen und Fenster mit Ziegeleinfassungen, um 1895: Empfangsgebäude,zweigeschossiger Schopfwalmdachbau; Güterhalle, eingeschossiger Flachsatteldachbau; Nebengebäude, eingeschossiger Walmdachbau. | D-2-72-120-58 Wikidata  | weitere Bilder                                                                     |
| Elsenthaler Straße 21 (Standort)                                                   | Sogenannter Salzstadel                                                             | Eingeschossiger Schopfwalmdachbau mit Fledermausgauben, Bruchsteinmauerwerk, im oberen Bereich verbrettertes Holzständerwerk, 18./19. Jahrhundert. | D-2-72-120-2 Wikidata   | weitere Bilder                                                                     |
| Hauptstraße 17 (Standort)                                                          | Kriegerdenkmal für die Gefallenen der Kriege 1866, 1870/71 und beider Weltkriege   | Steinplastik „Sterbender Krieger“ auf Volutensockel, 1913 von Josef Voggenreuther und Max Grübl. | D-2-72-120-7 Wikidata   | Kriegerdenkmal für die Gefallenen der Kriege 1866, 1870/71 und beider Weltkriege   |
| Hauptstraße 17 (Standort)                                                          | Katholische Stadtpfarrkirche Mariä Himmelfahrt                                     | Dreischiffige Staffelhalle mit Steildach und eingezogenem, fünfseitig geschlossenem Chor, Chorflankenturm nach Süden, Chor und Turmunterbau im Kern spätgotisch, Turmaufsatz 1753/54, Langhaus neubarock, 1905/07 von Michael Kurz; mit Ausstattung. | D-2-72-120-5 Wikidata   | weitere Bilder                                                                     |
| Parkweg 4; 6 (Standort)                                                            | Heimatmuseum                                                                       | Zweigeschossiger Flachsatteldachbau in Blockbauweise mit zwei Giebelschroten, Obergeschoss verschindelt, 18./19. Jahrhundert, 1978 aus Vorderherberg (Gemeinde Auerbach, Landkreis Deggendorf) hierher versetzt; Traidkasten, zweigeschossiger Flachsatteldachbau, Erdgeschoss Bruchstein, darüber Blockbau, traufseitig mit Balusterschrot, erstes Viertel 19. Jahrhundert, 1980 aus Schlag (Stadt Grafenau) hierher versetzt.                                                                        | D-2-72-120-8 Wikidata   | Heimatmuseum                                                                       |
| Parkweg 6 (Standort)                                                               | Heimatmuseum                                                                       | Wohnteil eines Bauernhauses, zweigeschossiger Flachsatteldachbau, Obergeschoss in Blockbauweise, mit zwei Rundbalusterschroten, um 1775, auf neu gemauertem Erdgeschoss mit steinernem Türgerüst, 1975 aus Oitzing (Gemeinde Schöllnach, Landkreis Deggendorf) hierher versetzt; Traidkasten, zweigeschossiger, geständerter Blockbau mit Flachsatteldach, Rundbaluster-Schrote an beiden Giebelseiten, zweite Hälfte 18. Jahrhundert, aus Utting (Gemeinde Auerbach) ohne Zerlegung hierher versetzt. | D-2-72-120-9 Wikidata   | Heimatmuseum                                                                       |
| Rosenauer Straße 1 (Standort)                                                      | Katholische Pfarrhaus                                                              | Zweigeschossiger und traufständiger Satteldachbau mit Putzstreifengliederung, 1874/75, im Kern 1811; Stuckplastik Maria mit Kind, Neurokoko, wohl zweite Hälfte 19. Jahrhundert. | D-2-72-120-11 Wikidata  | Katholische Pfarrhaus                                                              |
| Scharrerstraße 33 (Standort)                                                       | Wohn- und Geschäftshaus                                                            | Zweigeschossiger Flachsatteldachbau mit Vorschussgiebel, Mitte 19. Jahrhundert. | D-2-72-120-12 Wikidata  | Wohn- und Geschäftshaus                                                            |
| Schwarzmaierstraße 3, am Kirchhof (bis 1873 Friedhof) und im Nordosten. (Standort) | Reste der alten Stadtmauer                                                         | Bruchstein mit Schießscharten, Anlage Ende 14. Jahrhundert, Erneuerung 1607 bis 1629, Verfall seit 1790. | D-2-72-120-95           | Reste der alten Stadtmauer                                                         |
| Spitalstraße 2 (Standort)                                                          | Ehemalige Turnhalle                                                                | Zweigeschossiger Halbwalmdachbau mit Flügel nach Süden, neobarocke Fassadengliederung, 1924/28. | D-2-72-120-13 Wikidata  | Ehemalige Turnhalle                                                                |
| Spitalstraße 6; 2 (Standort)                                                       | Kindergarten, Marienanstalt                                                        | Zweigeschossiger Satteldachbau mit beidseitigen Schweifgiebeln, in Verbund mit dem ehemaligen Spital, 1927/28; Torbogen zwischen Kindergarten und Turnhalle, gleichzeitig. | D-2-72-120-15 Wikidata  | Kindergarten, Marienanstalt                                                        |
| Spitalstraße 6 (Standort)                                                          | Katholische Spitalkirche heilige Dreifaltigkeit, früher St. Achatius und Elisabeth | Satteldachbau mit dreiseitig geschlossenem Chor und Dachreiter, Sakristei im Chorscheitel, im Kern 1423/26, wiedererrichtet nach Brand 1742, bezeichnet mit „1759“; mit Ausstattung | D-2-72-120-14 Wikidata  | Katholische Spitalkirche heilige Dreifaltigkeit, früher St. Achatius und Elisabeth |
| Spitalstraße 6 (Standort)                                                          | Ehemaliges Spital, später Marienanstalt, jetzt Stadtmuseum                         | Zweigeschossiger Satteldachbau mit Schweifgiebel, 1612, nach Brand 1742 wiederhergestellt, neubarockes Portal mit Steinrelief anlässlich des Umbaus zur Marienanstalt, 1927/28. | D-2-72-120-14 zugehörig | weitere Bilder                                                                     |

### Arfenreuth
| Lage                     | Objekt                      | Beschreibung                                                                       | Akten-Nr.              | Bild |
| ------------------------ | --------------------------- | ---------------------------------------------------------------------------------- | ---------------------- | ---- |
| In Arfenreuth (Standort) | Ausstattung der Ortskapelle | Arma-Christi-Kreuz und Heiligenfiguren, Holz, farbig gefasst, 19./20. Jahrhundert. | D-2-72-120-22 Wikidata | BW   |

### Bärnstein
| Lage                    | Objekt                                 | Beschreibung | Akten-Nr.              | Bild                            |
| ----------------------- | -------------------------------------- | --- | ---------------------- | ------------------------------- |
| Bärnstein 49 (Standort) | Gasthof, ehemaliger Schlosswirt        | Zweigeschossiger, breitgelagerter Halbwalmdachbau, mit Giebelokuli, im Kern zweite Hälfte 17. Jahrhundert.                                   | D-2-72-120-23 Wikidata | Gasthof, ehemaliger Schlosswirt |
| Birkenweg (Standort)    | Ehemalige Schlosskapelle St. Katharina | Saalbau mit Satteldach, Chor halbrund geschlossen, Dachreiter mit Spitzhelm, bezeichnet mit „1769“, wiederhergestellt 1829; mit Ausstattung. | D-2-72-120-24 Wikidata | BW                              |

### Eiblöd
| Lage                | Objekt     | Beschreibung                                                                               | Akten-Nr.              | Bild |
| ------------------- | ---------- | ------------------------------------------------------------------------------------------ | ---------------------- | ---- |
| Eiblöd 1 (Standort) | Wegkapelle | Kleiner Satteldachbau über rechteckigem Grundriss, Mitte 19. Jahrhundert; mit Ausstattung. | D-2-72-120-25 Wikidata | BW   |

### Elmberg
| Lage                  | Objekt | Beschreibung                                                                                       | Akten-Nr.              | Bild |
| --------------------- | ------ | -------------------------------------------------------------------------------------------------- | ---------------------- | ---- |
| Elmberg 40 (Standort) | Zuhaus | Eingeschossiger Flachsatteldachbau, Kniestock und Giebel Blockbau, erstes Viertel 19. Jahrhundert. | D-2-72-120-26 Wikidata | BW   |

### Ettlmühle
| Lage                    | Objekt                              | Beschreibung | Akten-Nr.              | Bild |
| ----------------------- | ----------------------------------- | --- | ---------------------- | ---- |
| Ettlmühle 22 (Standort) | Vierseithof mit Mahl- und Sägemühle | Wohn- und Mühlenhaus, zweigeschossiger Halbwalmdachbau, verputztes Bruchsteinmauerwerk, granitene Fensterrahmen und Hausbank, verziertes Portalgewände aus Granit, bezeichnet mit „Ignatius Piebel 1788“, mit barocker Eichenholztür, 18. Jahrhundert; mit technischer Ausstattung; an der Hausecke figürlicher Prellstein aus Granit, 17. Jahrhundert; Stall- und Wohngebäude, zweigeschossiger Satteldachbau, Bruchsteinmauerwerk, Remise nach Norden Holzständerwerk, 18./19. Jahrhundert; Stadel, mit integriertem Rossstall und Durchfahrt, zweigeschossiger Satteldachbau, Holzständerwerk, zum Teil Massivbau, 18./19. Jahrhundert; Kuhstall, zweigeschossiger Satteldachbau, Bruchsteinmauerwerk, 18./19. Jahrhundert; Sägemühle, Flachsatteldachbau, offene Holzkonstruktion, 18./19. Jahrhundert; mit technischer Ausstattung; Werkkanal, mit steinerner Einfassung, 18./19. Jahrhundert. | D-2-72-120-28 Wikidata | BW   |

### Frauenberg
| Lage                                        | Objekt                                                              | Beschreibung | Akten-Nr.              | Bild           |
| ------------------------------------------- | ------------------------------------------------------------------- | --- | ---------------------- | -------------- |
| Frauenberg 39 (Standort)                    | Feldkapelle                                                         | Satteldachbau über rechteckigem Grundriss, Zyklopenmauerwerk, Front Ziegelmauerwerk, 19. Jahrhundert; mit Ausstattung. | D-2-72-120-29 Wikidata | weitere Bilder |
| Kleine Ohe, an Elsenthaler Leite (Standort) | Schleusenanlage für die Rohrdruckleitung des Werks Elsenthal        | Mauern aus Stampfbeton, mit Eisenkonstruktion, 1897.                                                                   | D-2-72-120-20 Wikidata | weitere Bilder |
| Zum Brudersbrunn (Standort)                 | Katholische Wallfahrtskapelle heilige Dreifaltigkeit (Brudersbrunn) | Verputzter Massivbau mit kleinem Dachreiter, bezeichnet mit „1841“; mit Ausstattung.                                   | D-2-72-120-30 Wikidata | weitere Bilder |

### Furth
| Lage                | Objekt                      | Beschreibung | Akten-Nr.              | Bild |
| ------------------- | --------------------------- | --- | ---------------------- | ---- |
| In Furth (Standort) | Ausstattung der Ortskapelle | Heiligenfiguren und Kruzifix, zum Teil farbig gefasst, wohl zweite Hälfte 19. Jahrhundert.                                     | D-2-72-120-31 Wikidata | BW   |
| In Furth (Standort) | Kapelle                     | Kleiner Steildachbau über rechteckigem Grundriss, mit Spitzbogenöffnungen, wohl erste Hälfte 20. Jahrhundert; mit Ausstattung. | D-2-72-120-32 Wikidata | BW   |

### Furthhammer
| Lage                     | Objekt         | Beschreibung | Akten-Nr.              | Bild |
| ------------------------ | -------------- | --- | ---------------------- | ---- |
| Furthhammer 5 (Standort) | Hammerschmiede | Wohnhaus mit Hammerschmiede, zweigeschossiger Halbwalmdachbau mit Putzgliederungen, Anbau aus Holzständerwerk mit Satteldach nach Süden, im Kern 18. Jahrhundert, 1824 nach Brand weitgehend erneuert; vollständige Ausstattung der Hammerschmiede; Austragshaus, zweigeschossiger Satteldachbau, Bruchstein- und Ziegelmauerwerk, mit Heuboden über Vorratskellern, zweite Hälfte 19. Jahrhundert; Stadel mit Hühner- und Schweinestall, Taubenschläge, zweigeschossiger Satteldachbau, Holzständerwerk mit Verbretterung, Bruchsteinsockel, 18. Jahrhundert; ehemaliges Back- und Waschhaus, eingeschossiger Pultdachbau an der Nordwestecke des Hauptgebäudes, wohl 1824. | D-2-72-120-59 Wikidata | BW   |

### Gehmannsberg
| Lage                       | Objekt                  | Beschreibung | Akten-Nr.              | Bild |
| -------------------------- | ----------------------- | --- | ---------------------- | ---- |
| Gehmannsberg 23 (Standort) | Zugehöriger Traidkasten | Erdgeschoss zum Teil massiv, Obergeschoss Blockbau, Traufschrot nach Osten, mit profilierten Türstürzen, bezeichnet mit „1823“. | D-2-72-120-33 Wikidata | BW   |

### Grafenhütt
| Lage                     | Objekt      | Beschreibung                                                                             | Akten-Nr.              | Bild |
| ------------------------ | ----------- | ---------------------------------------------------------------------------------------- | ---------------------- | ---- |
| Grafenhütt 21 (Standort) | Traidkasten | Blockbau auf Bruchsteinsockel, zum Teil mit Verbretterung, erste Hälfte 19. Jahrhundert. | D-2-72-120-34 Wikidata | BW   |

### Großarmschlag

#### Innerhalb des Ensembles
| Lage                        | Objekt   | Beschreibung                                                  | Akten-Nr.     | Bild     |
| --------------------------- | -------- | ------------------------------------------------------------- | ------------- | -------- |
| In Großarmschlag (Standort) | Backofen | Bruchsteinbau mit Satteldach, erstes Viertel 20. Jahrhundert. | D-2-72-120-80 | Backofen |

#### Außerhalb des Ensembles
| Lage                    | Objekt                                   | Beschreibung | Akten-Nr.              | Bild           |
| ----------------------- | ---------------------------------------- | --- | ---------------------- | -------------- |
| Glockenweg 2 (Standort) | Katholische Schulkirche Mariä Empfängnis | Saalkirche mit Steildach und eingezogenem Kastenchor, Dachreiter mit Spitzhelm, Bruchstein mit Ziegeleinfassungen, 1929; mit Ausstattung. | D-2-72-120-35 Wikidata | weitere Bilder |

### Harretsreuth
| Lage                        | Objekt                         | Beschreibung | Akten-Nr.              | Bild |
| --------------------------- | ------------------------------ | --- | ---------------------- | ---- |
| Harretsreuth 16 (Standort)  | Traidkasten eines Vierseithofs | Eingeschossiger traufständiger Satteldachbau, Kniestock und Giebel Blockbau, 18./Anfang 19. Jahrhundert. | D-2-72-120-39 Wikidata | BW   |
| Harretsreuth 23 (Standort)  | Traidkasten                    | Eingeschossiger traufständiger Flachsatteldachbau, Kniestock und Giebel Blockbau, 18./Anfang 19. Jahrhundert. Ehemals auch Wohnhaus (mit Walmdach und Glockendachreiter) des Vierseithofs denkmalgeschützt. | D-2-72-120-40 Wikidata | BW   |
| Haselbacher Feld (Standort) | Kapelle                        | Steildachbau, korbbogig geschlossen, 1861 anstelle eines Vorgängerbaus von 1753. | D-2-72-120-87          | BW   |

### Haus im Wald
| Lage                     | Objekt                            | Beschreibung | Akten-Nr.              | Bild           |
| ------------------------ | --------------------------------- | --- | ---------------------- | -------------- |
| Hofmark 1, 15 (Standort) | Ehemaliges Schloss                | Dreigeschossiger Walmdachbau mit zweigeschossigen Anbauten nach Westen und Süden über unregelmäßigem Grundriss, im Kern 1551; Torhaus, zweigeschossiger traufständiger Steildachbau mit Strebepfeilern und mittlerer Durchfahrt, darüber Wappentafel, bezeichnet mit „1551“, Nebeneingang bezeichnet mit „1878“; Ringmauer, Reste im Westen und Süden, Bruchstein, wohl 16./17. Jahrhundert. | D-2-72-120-43 Wikidata | weitere Bilder |
| Hofmark 12; 8 (Standort) | Katholische Pfarrkirche Herz Jesu | Saalkirche mit Satteldach und eingezogenem, fünfseitig geschlossenem Chor, schlanker Turm mit Spitzhelm nach Norden, neugotisch, 1885/86 von Johann Schott; mit Ausstattung; Kriegerdenkmal für die Gefallenen beider Weltkriege, Stele mit Kreuzbekrönung und Postament, rechteckige Einfriedung, später mit Gefallenen des Zweiten Weltkriegs ergänzt, 1920er Jahre.                       | D-2-72-120-44 Wikidata | weitere Bilder |

### Heinrichsreit
| Lage                        | Objekt   | Beschreibung                                                                     | Akten-Nr.              | Bild |
| --------------------------- | -------- | -------------------------------------------------------------------------------- | ---------------------- | ---- |
| Heinrichsreit 14 (Standort) | Backhaus | Kleiner Satteldachbau, Bruchsteinmauerwerk, wohl erstes Viertel 19. Jahrhundert. | D-2-72-120-85          | BW   |
| Heinrichsreit 14 (Standort) | Kruzifix | Holz, farbig gefasst, 17. Jahrhundert.                                           | D-2-72-120-46 Wikidata | BW   |

### Hörmannsberg
| Lage                       | Objekt                      | Beschreibung | Akten-Nr.              | Bild |
| -------------------------- | --------------------------- | --- | ---------------------- | ---- |
| Hörmannsberg 9 (Standort)  | Waldlerhaus                 | Eingeschossiger Flachsatteldachbau mit Kniestock, Erdgeschoss massiv, darüber Blockbau, zur Rückseite Giebelschrot, bemalte Vorköpfe, Ende 18. Jahrhundert. | D-2-72-120-47 Wikidata | BW   |
| Hörmannsberg 17 (Standort) | Ausstattung der Ortskapelle | Altargemälde, bezeichnet mit „1712“, Heiligenfiguren, Holz, farbig gefasst, 18. Jahrhundert.                                                                | D-2-72-120-48 Wikidata | BW   |

### Judenhof
| Lage                  | Objekt        | Beschreibung | Akten-Nr.              | Bild |
| --------------------- | ------------- | --- | ---------------------- | ---- |
| Judenhof 6 (Standort) | Weilerkapelle | Zentralbau über quadratischem Grundriss mit Pyramidendach und Spitzbogenöffnungen, Mitte 19. Jahrhundert; mit Ausstattung. | D-2-72-120-49 Wikidata | BW   |

### Liebersberg
| Lage                      | Objekt      | Beschreibung                                                                | Akten-Nr.              | Bild |
| ------------------------- | ----------- | --------------------------------------------------------------------------- | ---------------------- | ---- |
| In Liebersberg (Standort) | Ortskapelle | Massiver Walmdachbau mit Dachreiter, wohl 19. Jahrhundert; mit Ausstattung. | D-2-72-120-50 Wikidata | BW   |

### Moosham
| Lage                  | Objekt   | Beschreibung                                                                 | Akten-Nr.     | Bild |
| --------------------- | -------- | ---------------------------------------------------------------------------- | ------------- | ---- |
| Moosham 13 (Standort) | Backhaus | Doppelbackofen, Satteldachbau, Bruchstein und Ziegel, 19. Jahrhundert.       | D-2-72-120-98 | BW   |
| Moosham 18 (Standort) | Backofen | Kleiner Bruchsteinbau mit flachem Satteldach, zweite Hälfte 19. Jahrhundert. | D-2-72-120-96 | BW   |
| In Moosham (Standort) | Backofen | Kleiner Bruchsteinbau mit flachem Satteldach, 18./19. Jahrhundert.           | D-2-72-120-97 | BW   |

### Nendlnach
| Lage                    | Objekt                                    | Beschreibung                                                                                                   | Akten-Nr.              | Bild |
| ----------------------- | ----------------------------------------- | --- | ---------------------- | ---- |
| Nendlnach 27 (Standort) | Wohnhaus eines geschlossenen Vierseithofs | Zweigeschossiger Walmdachbau mit Putzgliederungen, gequadertes Türgerüst mit Oberlicht, bezeichnet mit „1850“. | D-2-72-120-51 Wikidata | BW   |

### Neudorf
| Lage                    | Objekt                 | Beschreibung | Akten-Nr.              | Bild                   |
| ----------------------- | ---------------------- | --- | ---------------------- | ---------------------- |
| Neudorf 29 a (Standort) | Ehemaliges Waldlerhaus | Eingeschossiger Flachsatteldachbau mit Kniestock, Erdgeschoss massiv, darüber Blockbau, mit Giebel-Stangenschrot, erstes Viertel 19. Jahrhundert. | D-2-72-120-52 Wikidata | Ehemaliges Waldlerhaus |

### Rosenau
| Lage                  | Objekt                         | Beschreibung | Akten-Nr.              | Bild                           |
| --------------------- | ------------------------------ | --- | ---------------------- | ------------------------------ |
| Rosenau 20 (Standort) | Traidkasten eines Vierseithofs | Zweigeschossiger traufständiger Flachsatteldachbau, Erdgeschoss zum Teil massiv, darüber Blockbau, hofseitig mit Traufschrot, erstes Drittel 19. Jahrhundert; Stall, zweigeschossiger Flachsatteldachbau, Erdgeschoss Bruchsteinmauerwerk, darüber Holzständerwerk, hofseitig mit Traufschrot, gleichzeitig. | D-2-72-120-53 Wikidata | Traidkasten eines Vierseithofs |
| Rosenau 32 (Standort) | Hofkapelle                     | Kleinbau mit Walmdach, segmentbogig geschlossen, mit Spitzbogenfenstern, 19. Jahrhundert; mit Ausstattung. | D-2-72-120-89          | Hofkapelle                     |
| In Rosenau (Standort) | Backhaus                       | Kleinbau mit Flachsatteldach, Bruchsteinmauerwerk, 18./19. Jahrhundert. | D-2-72-120-92          | Backhaus                       |
| In Rosenau (Standort) | Backhaus                       | Bruchsteinbau mit Satteldach, erstes Viertel 19. Jahrhundert. | D-2-72-120-90          | Backhaus                       |
| In Rosenau (Standort) | Backhaus                       | Bruchsteinbau mit Satteldach, erstes Viertel 19. Jahrhundert. | D-2-72-120-91          | Backhaus                       |

### Stöckelholz
| Lage                     | Objekt     | Beschreibung                                                                      | Akten-Nr.              | Bild |
| ------------------------ | ---------- | --------------------------------------------------------------------------------- | ---------------------- | ---- |
| Stöckelholz 5 (Standort) | Wegkapelle | Kleinbau mit Steildach über rechteckigem Grundriss, erste Hälfte 19. Jahrhundert. | D-2-72-120-56 Wikidata | BW   |

### Unterhüttensölden
| Lage                            | Objekt      | Beschreibung | Akten-Nr.              | Bild |
| ------------------------------- | ----------- | --- | ---------------------- | ---- |
| Unterhüttensölden 15 (Standort) | Traidkasten | Zweigeschossiger traufständiger Flachsatteldachbau, Erdgeschoss zum Teil massiv, Durchfahrt mit profiliertem Torgerüst, darüber Blockbau, 18./Anfang 19. Jahrhundert. | D-2-72-120-57 Wikidata | BW   |

## Ehemalige Baudenkmäler
In diesem Abschnitt sind Objekte aufgeführt, die früher einmal in der Denkmalliste eingetragen waren, jetzt aber nicht mehr. Objekte, die in anderem Zusammenhang – also z. B. als Teil eines Baudenkmals – weiter eingetragen sind, sollen hier nicht aufgeführt werden. Aktennummern in diesem Abschnitt sind ehemalige, jetzt nicht mehr gültige Aktennummern.

| Lage                                 | Objekt                                      | Beschreibung | Akten-Nr.              | Bild                    |
| ------------------------------------ | ------------------------------------------- | --- | ---------------------- | ----------------------- |
| Grafenau Friedhofstraße 1 (Standort) | Rundbogiges Steinportal                     | Steinkartusche, Steinwappen, neubarock 1914.                                                                                        | D-2-72-120-4 Wikidata  | Rundbogiges Steinportal |
| Grafenau Hauptstraße 18 (Standort)   | Gasthof Jägerwirt                           | Zweigeschossiger Satteldachbau mit Putzgliederung, erstes Drittel 19. Jahrhundert, Schweifgiebel neubarock, Anfang 20. Jahrhundert. | D-2-72-120-6 Wikidata  | weitere Bilder          |
| Grafenau Rathausgasse 4 (Standort)   | Steinerner Türsturz                         | Bezeichnet mit „1837“. | D-2-72-120-10 Wikidata | Steinerner Türsturz     |
| Arfenreuth 9 (Standort)              | Bauernhaus                                  | Kniestock- und Giebel-Blockbau, erste Hälfte 19. Jahrhundert.                                                                       | D-2-72-120-21 Wikidata | BW                      |
| Großarmschlag 13 (Standort)          | Zugehöriges Ausnahmshaus                    | Kleiner Flachdachbau mit Blockbau-Kniestock, 18./19. Jahrhundert.                                                                   | D-2-72-120-36 Wikidata | BW                      |
| Großarmschlag 27 (Standort)          | Zugehöriges Ausnahmshaus                    | Teilweiser Obergeschoss-Blockbau, erste Hälfte 19. Jahrhundert.                                                                     | D-2-72-120-38 Wikidata | BW                      |
| Harschetsreuth 25 (Standort)         | Kapelle                                     | Wohl 18. Jahrhundert; mit Ausstattung.                                                                                              | D-2-72-120-41 Wikidata | BW                      |
| Haselbach 47 (Standort)              | Ausstattung des Vorgängerbaus               | | D-2-72-120-42 Wikidata | BW                      |
| Haus im Wald Hofmark 3 (Standort)    | Hausteinportal in pilasterbesetzter Rahmung | Bezeichnet mit „1867“. | D-2-72-120-45 Wikidata | BW                      |
| Schildertschlag 23 (Standort)        | Waldlerhaus                                 | Obergeschoss-Blockbau mit geschnitzten Schrotsäulen, Ende 18. Jahrhundert.                                                          | D-2-72-120-55 Wikidata | BW                      |